# Comité national olympique togolais

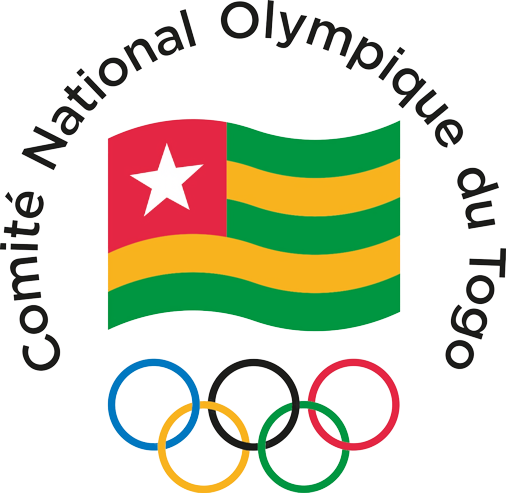
Logo du Comité National Olympique du Togo

Le Comité national olympique togolais (CNOT) est le comité national olympique du Togo, fondé en 1963 et reconnu en 1965 par le CIO.

## Présidents
Les présidents du CNOT sont :
- 1963-1977 : Godfried Folly Ekoué
- 1977-1995 : Anani Matthia
- 1995-2009 : Zoumaro Gnofame
- 2009-2013 : Poutoyi Maakou Nabédé
- 2013-2016 : Auguste Dogbo
- depuis 2016 : Kélani Bayor.